# Kurt Linder
Kurt Linder (Neureut, 8 oktober 1933 – Gümligen, 12 december 2022) was een Duits voetballer en voetbaltrainer.

## Loopbaan als speler
Kurt Linder speelde onder meer voor Rapid Wien in het seizoen 1959/1960. In negen wedstrijden kwam hij vijfmaal tot scoren en werd hij Oostenrijks kampioen. Later speelde hij als middenvelder onder meer voor het Franse Olympique Lyonnais. Hiermee bereikte hij in 1963 de Franse bekerfinale, die verloren werd van AS Monaco.

## Loopbaan als trainer in Nederland
Kurt Linder werd half 1968 trainer van PSV. Na vier jaar vertrok hij naar Frankrijk waar hij in het seizoen 1972/1973 coach was van Olympique Marseille. Van 1973 tot 1977 was hij coach van BSC Young Boys Bern in Zwitserland.

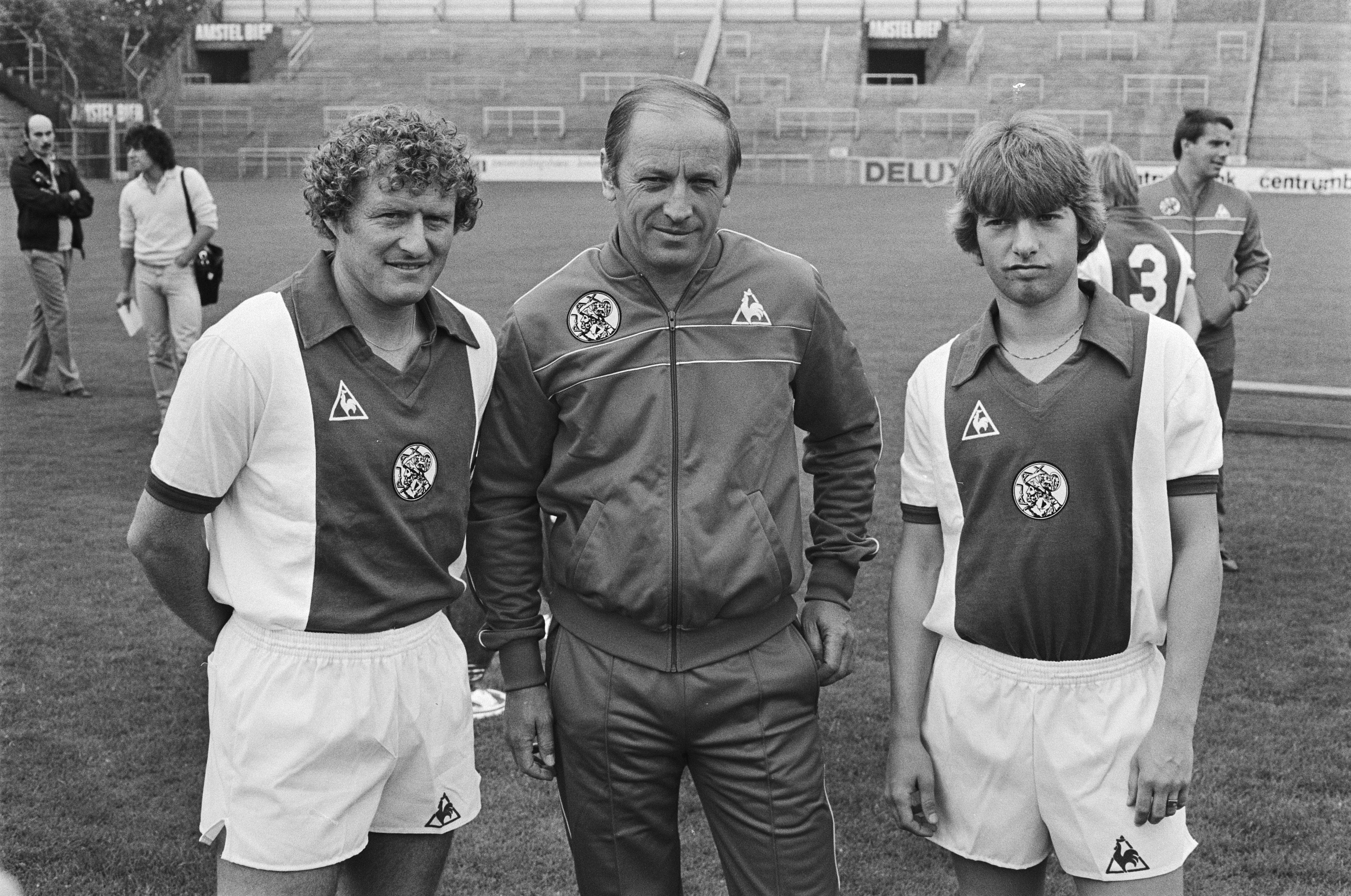
13 juli 1981 Perspresentatie Ajax seizoen 1981/82. Trainer Kurt Linder presenteert Ajax' 2 laatste aankopen: Wim Jansen (eind november 1980) en Jesper Olsen (half 1981).

Na het vertrek van Leo Beenhakker, op 8 maart 1981, was Ajax op zoek naar een nieuwe trainer. Ondertussen nam Aad de Mos als voormalig assistent-trainer de zaken waar tot en met 30 juni 1981. De Amsterdammers probeerden aanvankelijk Tomislav Ivić of Ernst Happel aan te trekken; toen dit mislukte trad Linder, die begin april 1981 werd gecontracteerd, per 1 juli 1981 in dienst. De Mos werd zijn assistent. Vijf maanden later, op 6 december 1981, maakte Johan Cruijff vlak voor het einde van de eerste competitiehelft zijn rentree als speler bij Ajax. Met de teruggekeerde Cruijff in de gelederen werd Linder met Ajax glansrijk landskampioen in het seizoen 1981/82, met als doelcijfers 117–42 (+75) in 34 duels. Op Europees gebied liep het minder. In de eerste ronde van de Europacup II verloor Ajax tweemaal kansloos van Tottenham Hotspur (1–3 thuisverlies, 3–0 uitnederlaag, 1–6 (–5) totaalscore), het slechtste resultaat van Ajax ooit in een Europa Cup-toernooi, tot de seizoenen 2012/13 en 2013/14. Ook in het nationale beker-toernooi werd Ajax al na twee wedstrijden uitgeschakeld (nipte 2–3 uitzege tegen de amateurs van DHC (Delft), gevolgd door een 1–0-verlies bij DS '79 (Dordrecht), dat een divisie lager onderin speelde). Bij Ajax werkte Linder onder andere met de eigen jeugdspelers Wim Kieft, Frank Rijkaard, Gerald Vanenburg, Sonny Silooy, John van 't Schip en Marco van Basten, jonge aankoop Jesper Olsen, eerder gekochte spelers van inmiddels middelbare leeftijd zoals Tscheu La Ling, aanvoerder Søren Lerby, Piet Wijnberg, Peter Boeve, Keje Molenaar, Edo Ophof, Hans Galjé en Martin Wiggemansen, routiniers als de eerder aangekochte Dick Schoenaker, Piet Hamberg en Wim Jansen, en tot slot de halverwege het seizoen, vlak voor de winterstop, teruggekeerde routinier Johan Cruijff.
Na een jaar stopte Linder, die vanwege zijn thuissituatie van de laatste jaren nooit langer dan voor één seizoen per keer tekende. Assistent-trainer De Mos volgde Linder per 1 juli 1982 op en bleef tot 6 mei 1985 coach bij Ajax.
Linder keerde in 1983 terug naar zijn oude club BSC Young Boys, waar hij tussen juli en oktober trainer was.
Na De Mos werd Cruijff per 6 juni 1985 coach bij Ajax, en na diens vertrek op 4 januari 1988 kwam Linder weer in beeld. Linder begon het seizoen 1988/1989 als de nieuwe coach bij Ajax, maar het seizoen 1988/1989 zou veel minder succesvol zijn dan het seizoen 1981/1982, het eerste seizoen dat Linder trainer bij Ajax was. Na amper een kwart jaar, op 20 september 1988, diende de West-Duitser al zijn ontslag in, na een slechte reeks in de eerste vijf ronden in het begin van de competitie (11de plaats). Spitz Kohn viel in als interim-trainer, en wist Ajax nog uiteindelijk op te werken tot een 2de plaats, met een kleine achterstand op landskampioen PSV.

## Overlijden
Linder overleed in december 2022 op 89-jarige leeftijd.

## Erelijst
Young Boys
| Nationaal     |    |         |
| Schweizer Cup | 1x | 1976/77 |

 Ajax
| Nationaal     |    |         |
| Landskampioen | 1x | 1981/82 |

## Trivia
- Kurt Linder heeft 29 van de 44 officiële wedstrijden gewonnen en werd landskampioen met Ajax in het seizoen 1981/82 met 26 overwinningen, 4 gelijke spelen en slechts 4 nederlagen, met de spectaculaire doelcijfers 117–42 (+75). Al voor de rentree van Cruyff op 6 december 1981, had Ajax op 26 september 1981 na 8 duels, circa 1/4 competitie, een imposant doelsaldo van 34–8 (+26) (6 zeges, 1 thuis-gelijkspel, 1 kleine uit-nederlaag); het vorige seizoen 1980/1981 was erg teleurstellend in de competitie (8e na 16 duels) en het EuropaCup I-toernooi, daar kon de goede 2e seizoenhelft in de competitie (2e na 34 duels, na 15 - meest kleine - zeges in de laatste 18 duels) niet alles aan veranderen. De voorbereiding op het seizoen 1981/1982 in juli 1981 en augustus 1981 verliep ook al niet geheel vlekkeloos, met relatief toch enigszins moeizame zeges tegen amateurclubs en vele ruime nederlagen in de meer serieuze oefenwedstrijden (1–3 tegen Club Brugge, 4–0 tegen Eintracht Frankfurt, 1–3 tegen Ipswich Town). Des te verrassender was de daarop volgende, hierboven beschreven excellente seizoenstart in 1981/1982 in de eerste 8 duels, en het excellente totale resultaat in alle 34 duels in de competitie. Toch geldt Linder onder fans als een van de slechtste coaches ooit van Ajax - die zijn tweede aanstelling in 1988 uitsluitend te danken had aan zijn vriendschap met de toenmalige voorzitter Ton Harmsen.
- Over de nationaliteit van Kurt Linder bestaat enige onduidelijkheid: hij wordt soms voor een Zwitser of een Oostenrijker gehouden.
- Gerald Vanenburg, augustus 1982: "Ik vind het toch wel jammer dat Kurt Linder weg is, dat was echt een fijne trainer. De rust die hij uitstraalde, iedereen die het verdiende kreeg zijn kans."
- Enkele uitspraken van Kurt Linder in december 1982, over Ajax, seizoen 1981-1982:
  - "Het heeft mijn arbeidsvreugde alleen maar verhoogd, met zulke talenten te mogen werken."
  - "Het maakt uit of een talent bij bijvoorbeeld Willem II terechtkomt of bij Ajax. Over het algemeen geldt: hoe staat een talent ervoor als hij 25 is, maar de kans dat een Ajax-talent slaagt is groter."
  - "Van Rijkaard heb ik het gevoel gehad dat hij geen 90 minuten zou kunnen schitteren, dat is zijn aard niet. Hij moet nog in defensief, constructief en offensief opzicht groeien."
  - "Het is absoluut niet negatief dat Kieft weinig techniek heeft en dat kon me ook niet interesseren, want hij kan doelpunten maken. Je moet als trainer aan de sterkste punten van een speler werken."
  - "Mölby ken ik niet, dus over hem kan ik geen oordeel geven."
  - "Olsen is het meest verrassende talent, technisch-tactisch fenomenaal, hij kan razendsnel omschakelen. Die kleine rotzak wint zelfs kopduels, omdat hij zo verschrikkelijk graag wil winnen."
  - "Wil je het wel geloven, dat ik het verschrikkelijk jammer vind, dat ik al die jongens niet zo vaak meer zie spelen?"